# Virunga-Vulkane

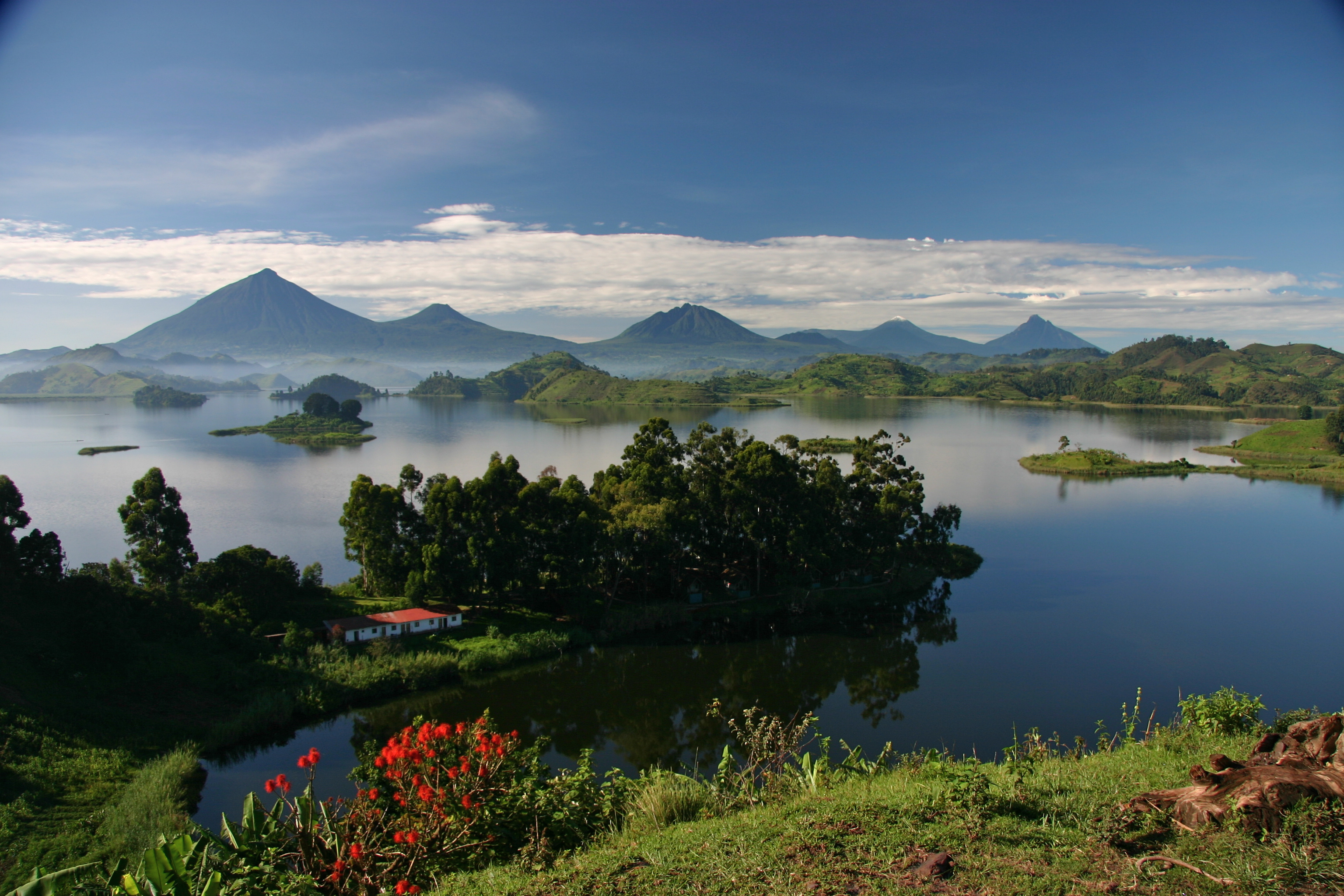
Blick nach Südwesten über den in Uganda gelegenen Mutandasee auf die Virunga-Vulkane

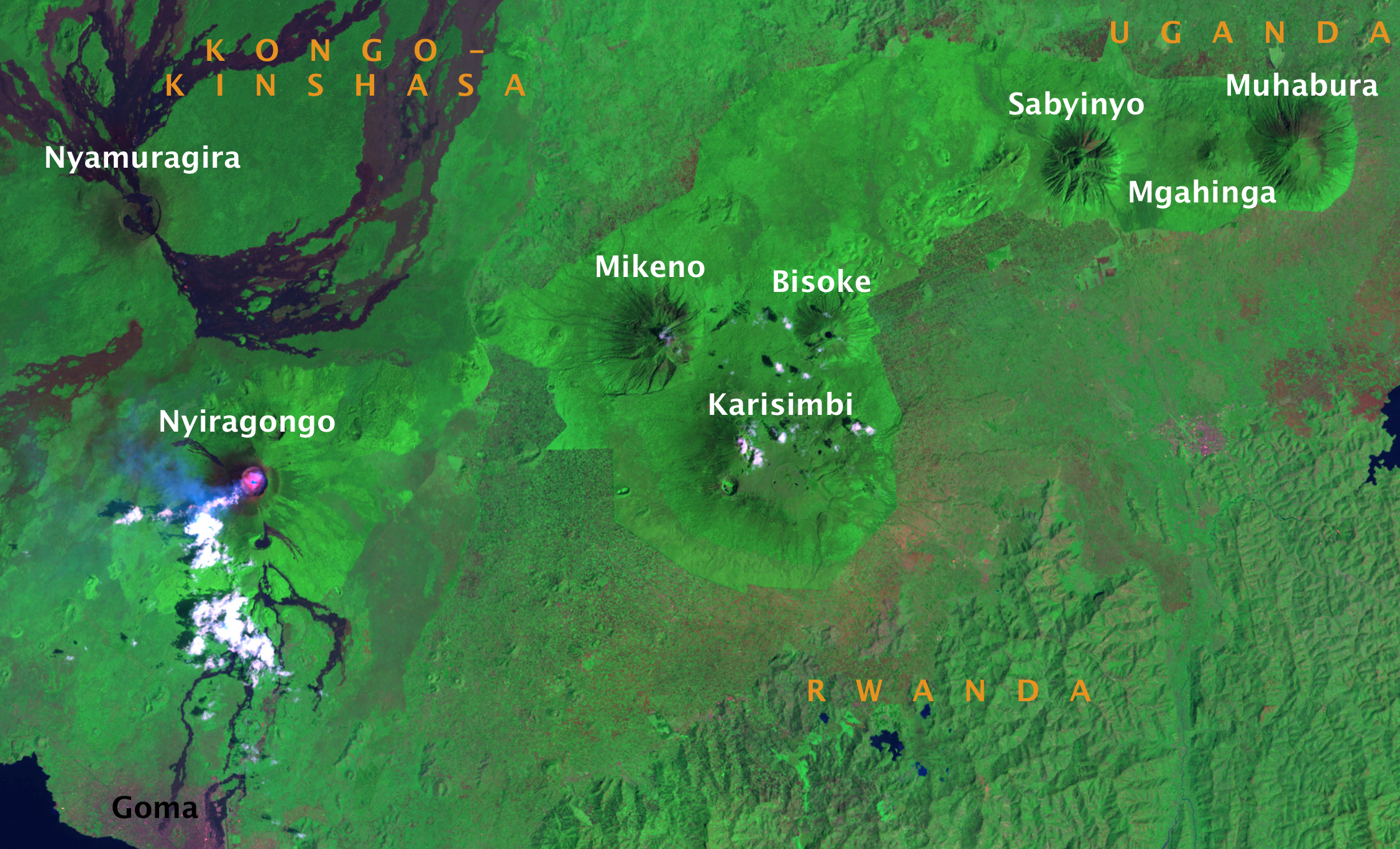
Satellitenbild der Virunga-Vulkane

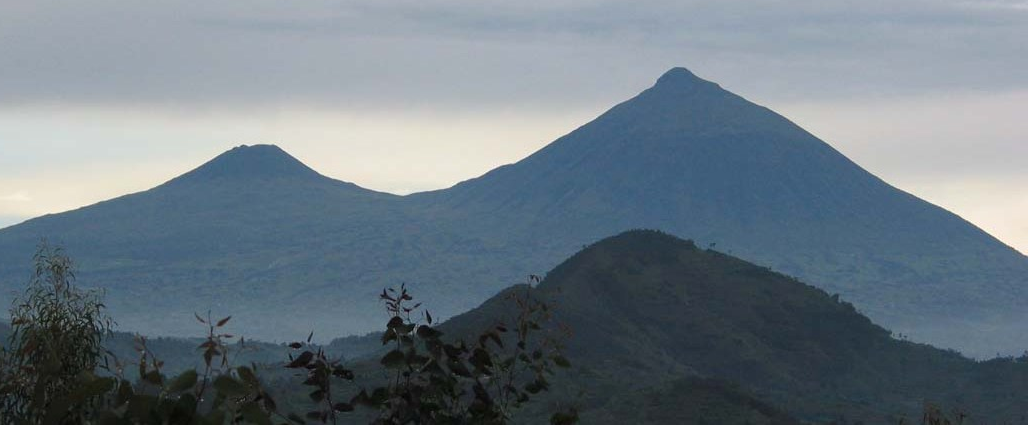
Gahinga (links) und Muhabura (rechts)

Die Virunga-Vulkane (auch als Mfumbiro bzw. Mufumbiro bezeichnet) sind acht Vulkane im Grenzgebiet zwischen Ruanda, Uganda und der Demokratischen Republik Kongo. Sie liegen zwischen dem Eduardsee und dem Kiwusee und gehören zum Ostafrikanischen Grabenbruch.

## Geographie und Ausbruchsgeschichte
Die drei Vulkane, die ausschließlich in der Demokratischen Republik Kongo liegen, sind der Nyiragongo (3462 m), der Nyamuragira (3063 m) und der Mikeno (4437 m). Bei einem Ausbruch des Nyiragongo im Jahre 1977 kamen 2000 Menschen ums Leben. Im Jahre 2002 strömte flüssige Lava aus dem Krater dieses Vulkans und überflutete die Straßen der 20 km entfernten Stadt Goma. Die meisten Menschen konnten sich retten, es gab 147 Tote, jedoch waren die rund 250.000 Einwohner der Stadt Goma betroffen, die teilweise in die benachbarten Staaten Ruanda und Uganda flüchteten. Auch der Nyamuragira verursachte mit seinen Aktivitäten mehrmals Umsiedlungen der Bevölkerung. Zuletzt strömte im Jahr 2002 gleichzeitig mit dem Ausbruch des Nyiragongo flüssige Lava vom Nyamuragira in Richtung des Kiwusees und veränderte dessen Uferstruktur.
Zu der zentralen Gruppe zählen der Karisimbi, der mit 4507 m Höhe größte Vulkan der Gebirgskette, und der Visoke (Bisoko) mit 3711 m. Beide Gipfel liegen zur einen Hälfte in der Demokratischen Republik Kongo, zur anderen Hälfte in Ruanda.
Die östliche Gruppe umfasst den Sabinyo (3634 m), den ältesten der Virunga-Vulkane, der im Dreiländereck zwischen Ruanda, Uganda und der Demokratischen Republik Kongo liegt, sowie den Gahinga (3474 m) und den Muhabura (4127 m), die jeweils zur Hälfte in Uganda und in Ruanda liegen.

## Natur und Schutzgebiete
Die Virunga-Vulkane sind mit tropischem Bergregenwald bedeckt und die Heimat der seltenen Berggorillas. Insbesondere zum Schutz der Berggorillas, die sonst nur noch im Bwindi-Nationalpark in Uganda vorkommen, gründete Prinz Albert 1925 den ersten afrikanischen Nationalpark, den Albert-Nationalpark, der 1969 in den Vulkan-Nationalpark in Ruanda und den Nationalpark Virunga in der DR Kongo geteilt wurde.
Zwischen dem Karisimbi und dem Visoke liegt das ehemalige Karisoke Research Center, eine Forschungsstation für Berggorillas. Der Name Karisoke ist eine Kombination der Namen der Vulkane, zwischen denen das Forschungszentrum liegt. Es wurde 1967 von Dian Fossey gegründet.